# Georg Thiele (Philologe)
Georg Friedrich Thiele (* 22. Januar 1866 in Ueckermünde; † 6. April 1917 in Greifswald) war ein deutscher Klassischer Philologe.

## Leben
Georg Thiele, der Sohn des Stadtschulrektors Wilhelm Thiele, besuchte die Stadtschule zu Ueckermünde und ab April 1879 das Pädagogium Putbus, wo er im Oktober 1884 die Reifeprüfung ablegte. Anschließend studierte er Klassische Philologie an der Universität Greifswald und an der Berliner Universität (Wintersemester 1886/1887 bis Sommersemester 1887). 1889 wurde er in Greifswald bei Adolph Kießling zum Dr. phil. promoviert, leistete dann seinen Militärdienst als Einjährig-Freiwilliger ab und absolvierte 1890 das Erste Staatsexamen für das höhere Lehramt.
Nach dem Studium absolvierte Thiele das Seminarjahr am Greifswalder Gymnasium und das Probejahr am Stettiner Marienstiftsgymnasium. Ab November 1892 arbeitete er als Privatlehrer für den preußischen Gesandten Philipp zu Eulenburg in München und Wien. Am 15. November 1895 wechselte er in den Bibliotheksdienst: Er arbeitete als Wissenschaftlicher Hilfsarbeiter, ab Oktober 1896 als Volontär an der Königlichen Bibliothek zu Berlin.
Am 3. August 1897 habilitierte sich Thiele an der Philipps-Universität Marburg für Klassische Philologie. Seine Einkünfte bestritt er aus Kolleggeldern und Publikationen; nur für kurze Zeit erhielt er Unterstützung von Seiten der Fakultät (Privatdozentenstipendium, später außerordentliche Geldmittel). Am 24. Dezember 1907 wurde ihm der Professorentitel verliehen. Der Philologisch-Historische Verein Marburg im Naumburger Kartellverband ernannte ihn zum Ehrenmitglied.
Seine erste Festanstellung mit Gehalt erhielt Thiele am 31. März 1914. Er wurde zum außerordentlichen Professor an der Universität Greifswald ernannt, wo er Johannes Mewaldt nachfolgte. In Greifswald wirkte Thiele bis zu seinem frühen Tod im Alter von 51 Jahren.

## Schriften (Auswahl)
- Quaestiones de Cornifici et Ciceronis artibus rhetoricis. Greifswald 1889
- Hermagoras. Ein Beitrag zur Geschichte der Rhetorik. Straßburg 1893
- Antike Himmelsbilder. Mit Forschungen zu Hipparchos, Aratos und seinen Fortsetzern und Beiträgen zur Kunstgeschichte des Sternhimmels. Berlin 1898
- Der illustrierte lateinische Aesop in der Handschrift des Ademar, Codex Vossianus Lat. Oct. 15, Fol. 195–205: Einleitung und Beschreibung. Leiden 1905 (Codices Graeci et Latini photographice depicti: Supplementum. Band 3)